# Sistema tributario de Chile
El sistema tributario de Chile está compuesto por el conjunto de normas legales, organismos públicos y procedimientos destinados al cobro de los impuestos.

## Generalidades
En términos generales hay diversas definiciones de lo que es un sistema tributario. Según algunos, el sistema tributario es el conjunto de tributos establecidos por un determinado ordenamiento jurídico. Para otros, solo existirá un sistema tributario cuando sea posible apreciar relaciones determinadas entre los diversos tributos establecidos por la potestad tributaria siguiendo distintos principios fundamentales.
Según la doctrina europea, los sistemas tributarios se pueden clasificar en: a) Históricos y Racionales; b) Latinos y Europeos; y, c) Óptimos o que no presentan tal calidad. La primera clasificación atiende a si el Sistema Tributario es el resultado de la evolución histórica o de la actividad racional del legislador considerando el sistema en su conjunto. Al histórico, nuestra doctrina nacional, suele denominarlo de "parche". La segunda, atiende a si predomina el rendimiento o producto que debiera generar una actividad o cosa, o bien, si tiende a considerar las circunstancias personales del contribuyente, en el primer caso se le denomina latino, y en el segundo, europeo. Finalmente, la tercera clasificación en constante discusión por los autores, se refiere a las ideas o principios que debiera presentar un sistema tributario cualquiera. En tal sentido recogiendo la opinión mayoritaria de los autores, podemos señalar los siguientes: a) Eficiencia económica: que el sistema genere recursos respetando la capacidad contributiva, los objetivos macroeconómicos de la política económica del país y la equidad tributaria. b) Sencillez administrativa, esto es, que los gastos y procedimientos asociados a la administración de los diversos impuestos, tanto para los contribuyentes, como para el estado, sean expeditos, claros y económicos; c) Flexibilidad; que los contribuyentes puedan adaptarse fácilmente a los cambios que experimente la economía. d) Información oportuna y clara al contribuyente respecto al contenido y cuantía de los tributos, de modo que pueda adoptar las decisiones económicas racionalmente. e) Justicia: que el sistema propenda a considerar las características particulares del contribuyente.
De acuerdo a lo expuesto precedentemente, podemos señalar que, el sistema tributario chileno es racional, predominantemente latino y relativamente óptimo. 
Desde un punto de vista de su recaudación los principales impuestos en Chile son los contenidos en el DL 825, Impuestos a las ventas y servicios, con más de un 50% de la recaudación. Le siguen los impuestos a la Renta contenidos en el DL 824 con aproximadamente un 40% de la recaudación, y finalmente, el resto de los impuestos con aproximadamente un 10 % de la recaudación total. 
Según información publicada por la Tesorería General de la República, durante el año 2015 el sistema tributario chileno recaudó 44,27 billones de pesos, al 31.12.2015.
El sistema tributario chileno descansa sobre una serie de principios jurídicos, dentro de los cuales destacan el principio de legalidad tributaria, igualdad o equidad tributaria, control administrativo y jurisdiccional de los actos de la administración tributaria, no discriminación arbitraria, no afectación del derecho de propiedad en su esencia e irretroactividad de la ley tributaria.
Durante los últimos años, el Sistema Tributario Chileno ha experimentado una serie de modificaciones legales, perfeccionándose el sistema de control jurisdiccional sobre los actos de la administración, el reconocimiento de los derechos de los contribuyentes, y en lo tocante a sus impuestos, se han venido produciendo una serie de alzas graduales y sostenidas en lo tocante a la tasa del impuesto a la Renta de primera categoría, se han establecido nuevos hechos gravados en la ley del IVA que afectan particularmente el mercado inmobiliario, y en el sector minero, se han establecido una serie de impuestos denominados Royalties. En el ámbito internacional, se produjo la derogación reciente del DL 600 que establecía garantías de invariabilidad tributaria para los inversores extranjeros.
El Servicio de Impuestos Internos es el ente encargado de fiscalizar los impuestos de tributación fiscal interna, así como las demás obligaciones tributarias. 
Dicho organismo desde el año 2000, ha venido experimentando profundos procesos de modernización mediante la incorporación de herramientas tecnológicas en la recopilación de información y políticas enfocadas al cumplimiento voluntario de las obligaciones tributarias. Cuestión que ha permitido incrementar los niveles de recaudación y eficiencia en la fiscalización.

### Bases constitucionales
En la Constitución Política de la República de Chile de 1980 se contienen algunas normas referentes a la tributación en Chile. Las más importantes tienen que ver con las garantías constitucionales:
- La igual repartición de los tributos en proporción a las rentas o en la progresión y forma que determine la ley, y la igual repartición de las demás cargas públicas (art. 19 n.º 20).
- La ley no puede establecer tributos manifiestamente desproporcionados o injustos (art. 19 n.º 20).
- Los tributos que se recauden ingresan al patrimonio de la Nación, sin ser destinados a un fin específico, salvo que se trate de la defensa nacional o del desarrollo regional o local (art. 19 n.º 20).
- Los impuestos sólo pueden fijarse por ley de iniciativa exclusiva del Presidente de la República (art. 65 n.º 1).

### Principio de Legalidad Tributaria
En términos simples, el principio de legalidad tributaria o reserva legal lo podemos expresar señalando que "no hay tributo sin ley" (nullum tributum sine lege). 
Luego, conforme a este principio, los elementos esenciales de la obligación tributaria, tales como: el hecho gravado, el sujeto obligado, la base imponible, la tasa, y las exenciones y sanciones, deben encontrarse establecidos y precisados por la ley. 
El origen de este principio encuentra en el artículo 12 de la Carta Magna del año 1215, conforme al cual no se podrá exigir "fonsadera" (tributo o prestación que se hacía al Rey) o auxilio, sin el consentimiento general. Idea que se encuentra ratificada por el artículo 10 de la petition right de 1628 y el artículo 4.º de la Bill of Right de 1689.
En Chile el referido principio aparece recogido por primera vez en el Reglamento Constitucional Provisorio de 1812, expresándose en todas las leyes fundamentales dictadas, y en la actualidad, se manifiesta en los artículos 19 N.º 20, 32 N.º 6, 63 N.º 14 y 65 inciso 4 N.º 1 de la Constitución Política de la República de Chile. 
Sin perjuicio de lo anterior, un sector minoritario de la doctrina sostiene que la reserva legal debe entenderse en un sentido restringido, vale decir, para cumplir con este principio la ley solo debería precisar los elementos fundamentales de la obligación tributaria, tales como los sujetos y el hecho imponible, pudiendo los demás elementos ser integrados incluso por la administración.
Las principales discusiones jurídicas ventiladas ante el Tribunal Constitucional Chileno, se han generado respecto al Impuesto Territorial, el cambio de sujeto en el Impuesto al Valor Agregado y el concepto de tributo o impuesto frente a las tasas, tarifas y derechos. 
En términos generales, estas discusiones han sido resueltas por el Tribunal Constitucional Chileno, en el sentido que, la base Imponible del Impuesto Territorial puede ser fijada por la Administración Tributaria, que las Resoluciones administrativas que disponen el cambio de sujeto en el IVA es constitucional, y que las tasas, tarifas y derechos no son tributos o impuestos.

### Bases legales
Las siguientes leyes son la base del sistema tributario chileno:
- Código Tributario, contenido en el DL 830 del 27.12.1974, publicado en el D.O. el 31.12.1974. Establece las normas básicas sobre fiscalización de la tributación fiscal interna, forma en que se relaciona el ente fiscalizador con el contribuyente, derechos fundamentales de éste, qué es la contabilidad y cómo se debe llevar, plazos de prescripción de 3 o 6 años, según su artículo 200, procedimientos de impugnación ante el SII, ya sea a través del artículo 6 letra b) N.º 5, ya sea a través de la Reposición Administrativa Voluntaria (RAV) contemplado en el artículo 123 bis, se regulan además los procedimientos de Reclamación Judicial (Artículos 123 y siguientes), en el artículo 93 y ss se regulan los Apremios a los contribuyentes, en el artículo 97 se efectúa un catálogo de ilícitos tributarios, de naturaleza penal y administrativa, también se reglamente el procedimiento de cobro ejecutivo de las obligaciones tributarias que se encuentra a cargo del Servicio de Tesorerías. Dentro de los principios fundamentales recogidos en este cuerpo legal se encuentra el de la autodeterminación impositiva. Esto es, es el propio contribuyente quien tiene la carga o responsabilidad de determinar la existencia y cuantía de los impuestos. Como contrapartida, es el mismo contribuyente quien tiene la carga de probar la veracidad de sus declaraciones con los antecedentes que sean necesarios u obligatorios, artículo 21 del Código Tributario.
- Ley sobre Impuesto a la Renta. DL 824 del 31.12.1974. Establece los elementos esenciales de la obligación tributaria, concepto de Renta, Ingresos no Renta, exenciones, precios de transferencia, regulación de la doble tributación internacional, regímenes de tributación, royalty minero, forma en que se determina la base imponible, obligación de presentar declaraciones, obligación de llevar contabilidad, tipos de contabilidad, obligación de efectuar los pagos provisionales mensuales obligatorios o voluntarios, mecanismo de devolución, presunciones vinculadas a la falta de acreditación de ingresos que acrediten los gastos de vida o inversión, obligaciones vinculadas a proporcionar información contable y tributaria.
- Ley sobre Impuestos a las Ventas y Servicios. DL 825 31.12.1975. Establece una serie de impuestos entre los que se encuentra el IVA, impuesto al valor agregado. Hecho gravado: venta y servicios, actos asimilados, exenciones, base imponible, tasa, obligación de declaración mensual, obligaciones registrales y documentales, devolución de crédito fiscal a los exportadores, cambio de sujeto, etc.
- Ley sobre Impuesto Territorial. Ley 17.235. Norma que grava la propiedad, posesión, tenencia y "mera ocupación" de un inmueble. Su base imponible se determina cada 5 años. Su tasa es de un 1.0% o 1.2.% del avalúo fiscal, dependiendo si se trata de un inmueble habitacional o comercial. Existen dos catastros, uno destinado a los bienes agrícolas y otro a los bienes no agrícolas. El impuesto se paga en cuatro cuotas durante el año.
- Ley sobre Impuesto de Timbres y Estampillas, DL 3475. Grava las operaciones de crédito que se encuentren documentadas.
- Ley sobre Impuesto a las herencias, asignaciones y donaciones. Ley 16.271.
- Ley sobre cumplimiento tributario. Establece incentivos de naturaleza administrativa para el pago del IVA. Ley 18.320.
- Ley Orgánica del Servicio de Impuestos Internos. Establece la organización, atribuciones y limitaciones del SII. DFL N.º 7 del año 1980.
- Ley que Fortalece y Perfecciona la Jurisdicción Tributaria y Aduanera. Ley 20.322. Publicada el 27.01.2009. Hasta la publicación de esta ley, el órgano encargado de resolver las reclamaciones tributarias era el director Regional del SII  correspondiente al lugar en que se había emitido la liquidación o giro de impuestos. Funcionario que conforme al Código Tributario se encontraba obligado a aplicar las normas administrativas (circulares y oficios circulares) dictadas por el director del Servicio. La nueva Ley tributaria que establece órganos letrados, especializados e independientes, encuentra su origen en el Tratado de Libre Comercio celebrada entre Chile y Estados Unidos, que en su letra b), artículo 5.8. del capítulo V, establece la obligación para los estados firmantes, que las resoluciones administrativas que emitan sus órganos aduaneros se sometan a control jurisdiccional. Tal exigencia fue cumplida por Chile con la creación de estos nuevos tribunales, regulándose dentro de las materias de su competencia no solo los conflictos aduaneros, sino que también los de tributación fiscal interna.

Es importante destacar que por mandato expreso de los artículos 2 y 4 del Código Tributario, la legislación tributaria es un caso excepcional de la legislación común chilena. En caso de lagunas al interior de la legislación tributaria, puede colmarse con el derecho común, pero las disposiciones de derecho tributario chileno sólo tienen validez fuera del mismo, cuando la ley así lo exprese.

## Organismos públicos del sistema tributario
Conforme a lo que se ha venido diciendo, el principio de legalidad tributaria, importa que solo la ley puede establecer los tributos. En nuestro país, el presidente de la República es el órgano que tiene la iniciativa exclusiva en la presentación de proyectos de ley tributarios. Por su parte, el Congreso Nacional es el órgano colegislador, encargado de discutir y modificar el contenido del proyecto, de modo que tras su discusión y aprobación en ambas cámaras, puede ser promulgado y publicado en el Diario Oficial, como ley de la República de Chile.
En el ámbito administrativo, existen tres organismos relacionados con la tributación fiscal, todos los cuales forman lo que se conoce como la Administración Tributaria Chilena. Todos ellos dependientes del Ministerio de Hacienda, y dirigidos por su correspondiente Director.. El Servicio de Impuestos Internos, el Servicio Nacional de Aduanas y la Tesorería General de la República.

### Servicio Nacional de Aduanas.
El Servicio Nacional de Aduanas, tiene como función principal la fiscalización de la tributación fiscal externa, vale decir, que todo producto importado pague los derechos aduaneros y el IVA al ingresar a territorio nacional.  
En Chile no existen impuestos a las exportaciones, más bien se establece un sistema de franquicias en favor de los contribuyentes, en cuanto tienen el derecho a recuperar el IVA que hayan pagado por los bienes o servicios, que hayan adquirido o utilizado en su proceso de exportación. Todo lo cual se encuentra regulado por el DS. 348 de  1975. En razón de esto último, el organismo fiscalizador también debe verificar la efectividad de lo que aparece consignado en el manifiesto y documento único de salida (DUS).

### Servicio de Impuestos Internos
El Servicio de Impuestos Internos, conocido también por su sigla SII, y denominado por la ley tributaria chilena como "el Servicio" a secas, es el órgano que tiene a su cargo la aplicación y fiscalización de todos los impuestos internos de Chile (es decir, quedan excluidos los impuestos externos, como por ejemplo los aranceles, que son de competencia del Servicio de Aduanas). El ámbito de su competencia es importante, entre otras cosas, porque delimita el ámbito de aplicación normativa de las leyes tributarias en Chile, a tener de lo dispuesto en el art. 1.º del Código Tributario.
La crítica más severa que se hacía en contra de la normativa que regula al SII, es que le otorgaba al mismo tiempo facultades administrativas y judiciales, y la facultad de aplicar los impuestos. Es decir, el Servicio actuaba como juez y parte, ya que primero aplicaba el impuesto contra el contribuyente (parte) y después resolvía las reclamaciones que el contribuyente hiciera (juez). Situación que cambió sustancialmente con la publicación de la Ley N.º 20.322, que empezó a regir en distintas etapas, las que se completaron el 1 de febrero de 2013. 
Esto se consideraba como una flagrante violación al principio de la imparcialidad de los tribunales de justicia, y por lo tanto, se estimaba que esta normativa atentaba contra el artículo 19 N.º 3 de la Constitución Política de la República, que garantiza a todas las personas el derecho a un debido proceso.
En 2006, el Tribunal Constitucional de Chile ha declaró la inconstitucionalidad de la delegación de facultades jurisdiccionales que realizaba el director Regional del Servicio de Impuestos Internos en un abogado que denominaba "Juez Tributario".

### Tesorería General de la República..
Este órgano, denominado también como la Tesorería por la ley tributaria chilena, es el órgano encargado de recibir el pago de los impuestos y otros ingresos. Pero no solo eso, sino que cobrar judicial y extrajudicialmente las sumas adeudadas. El Servicio de Tesorerías cobra los giros que han sido emitidos y notificados por el Servicio de Impuestos Internos. En la actualidad, dicho pago puede efectuarse en línea, y también la ley ha establecido facultades para pagar los impuestos en establecimientos financieros.

## Impuestos en Chile
Al igual que en la mayor parte de los países con un sistema tributario avanzado, en Chile los principales impuestos gravan la renta y el consumo. Además de ellos hay algunos impuestos especiales.

### Impuesto a la renta
En Chile, los primeros intentos por imponer un impuesto a la renta derivan de dos leyes, de 1924 y 1925, que establecieron seis impuestos de categoría, y el actual Global Complementario, respectivamente. Después, las seis categorías fueron refundidas en dos, las actuales Primera y Segunda Categorías. Esto, más una serie de reformas añadidas, le dieron una gran complejidad al actual sistema
La legislación aplicable es el DL 824, de 1974, cuyo artículo primero contiene el texto íntegro de la Ley de Impuesto a la Renta (L.I.R.).
En Chile se usa un concepto amplio de renta. Para la ley tributaria chilena, renta es "(...) todos los beneficios, utilidades e incrementos de patrimonio que se perciban o devenguen, cualquiera que sea su naturaleza, origen o denominación" (art. 2 n.º 1 de la L.I.R.). Esta amplitud se ve acotada por los llamados "ingresos no constitutivos de renta" del art. 17 de la L.I.R., que establece qué incrementos de patrimonio no constituyen renta. Fuera de estos casos, todo incremento patrimonial es renta, y se verá gravado con algún impuesto a la misma.

#### Impuestos en Chile
A pesar de que se habla del "impuesto a la renta" en singular, en realidad hay varios impuestos a la renta en Chile:
- Impuesto de Primera Categoría. Grava las llamadas "rentas de capital", y se aplica fundamentalmente a las personas jurídicas y a las llamadas "sociedades de hecho".
- Impuesto de Segunda Categoría. Grava las llamadas "rentas del trabajo", y se aplica fundamentalmente a las personas naturales. En la actualidad sólo sirve para el cálculo del Global Complementario.
- Impuesto Global Complementario. Grava la totalidad de los ingresos de las personas naturales residentes en el país.
- Impuesto Adicional. Grava las rentas de fuente chilena, de personas naturales y jurídicas que residen fuera del país.
- Impuestos especiales sobre determinadas rentas:
  - Impuesto especial sobre los "pequeños contribuyentes" (art. 22 de la L.I.R.). Es establecido por la ley como un sistema simplificado para contribuyentes sin grandes ingresos (pequeños mineros artesanales, comerciantes ambulantes, suplementarios, propietarios de talleres artesanales, pescadores artesanales).
  - Impuesto sobre las ganancias de capital (art. 17 n.º 8 de la L.I.R.). Es remanente de un antiguo impuesto hoy casi inexistente, y que grava ciertas rentas no habituales, obtenidas por la venta de bienes muy específicos y determinados.
  - Impuesto sobre los premios de lotería (art. 20 n.º 6 de la L.I.R.). Sobre los premios de lotería se paga un impuesto del 15%, en calidad de impuesto único.

#### Régimen tributario que grava las rentas del capital
En Chile, la ley regula separadamente las "rentas del capital" y las "rentas del trabajo". Las primeras se gravan con el Impuesto de Primera Categoría, que afecta a todo tipo de sociedades, sean de personas o anónimas, o equiparables a las anónimas como las SpA, incluyendo sociedades de hecho, comunidades y a los empresarios unipersonales, en las que tenga preponderancia el capital por sobre el trabajo. Este impuesto tiene una tasa fija para el año tributario 2017, vale decir, año comercial 2016, ascendente al 24% sobre la base imponible. Las actividades generadoras de rentas afectas al impuesto de primera categoría, se encuentran clasificadas en el artículo 20 de la Ley de la Renta, en aquellas que provienen de la explotación de bienes raíces agrícolas y no agrícolas; del capital mobiliario; de actividades mineras, industriales o comerciales; las que provienen de la explotación de establecimientos educacionales, hospitales, clínicas, etc., y de todo aquello no comprendido en los numerales anteriores. 
La base imponible se calcula sumando todos los ingresos brutos de bienes de esta categoría (art. 29 de la L.I.R.). A continuación se descuentan los costos directos desembolsados para producir dicha renta (art. 30 de la L.I.R.). Luego se descuentan los gastos necesarios que no hayan sido descontados como costos directos (art. 31 de la L.I.R.). A continuación se hacen reajustes para calcular la renta líquida, considerando la adición y sustracción de algunas partidas contables (arts. 33)
El impuesto que se pague de esta manera, es imputable contra el Impuesto Global Complementario o el Adicional, según sea el caso. En términos prácticos, esto significa que quién está afecto al Impuesto de Primera Categoría, generalmente no paga impuestos complementarios.

#### Régimen tributario de las rentas provenientes del trabajo
En general, hay dos impuestos que gravan las rentas provenientes del trabajo. El impuesto único al trabajador dependiente, contenido en el N.º 1 del artículo 42 de la Ley sobre Impuesto a la Renta. Y el Impuesto de segunda categoría que grava al trabajador independiente, que se encuentra regulado en el N.º 2 del artículo 42 del mismo cuerpo legal. Es de hacer notar que las sociedades de profesionales pueden optar por tributar en la primera o segunda categoría de la Ley sobre Impuesto a la Renta.

#### El Impuesto Global Complementario
Este es un impuesto personal, que grava a todas las personas naturales que se encuentren domiciliados o residentes en Chile, por los retiros que efectúen desde las empresas sometidas al impuesto de primera categoría.

#### El Impuesto Adicional
Este es el impuesto que grava a las personas naturales o jurídicas que no tienen domicilio ni residencia en el país, por las rentas de fuente chilena.

##### Personas naturales residentes en Chile
Ellas se encuentran gravadas por el Impuesto Global Complementario. Están afectas a este impuesto todas las rentas que perciba, sean de fuente chilena o extranjera. O sea, es un impuesto que grava la renta de fuente mundial. Este sistema genera un problema de eventual doble tributación internacional, por los impuestos que un chileno debe pagar en Chile y en el extranjero por un mismo hecho tributario, y que se resuelve por vía de tratados internacionales.
Debido a su carácter omnicomprensivo, contra este impuesto se pueden hacer valer los impuestos de categoría. Esto opera de la siguiente manera:
- El impuesto de primera categoría puede imputarse contra el impuesto global complementario, cuando corresponda pagar impuesto en dicha categoría.
- El impuesto de segunda categoría, que grava las rentas del trabajo, en realidad no es un impuesto separado. Históricamente sí lo fue, pero en la actualidad la tasa del impuesto de segunda categoría es idéntica a la del Global Complementario, razón por la cual sólo se calcula su monto para hacer progresar la tasa del Global Complementario, y no para cobrar un impuesto distinto. El ejemplo típico es el impuesto que corresponde sobre la remuneración del trabajador. Éste es un impuesto de retención, por lo que en este caso, deberá ser el empleador quien lo pague, descontándolo del salario del trabajador, y no éste quien deba enterarlo en arcas fiscales.

Existe además un sistema de pagos provisorios mensuales (PPM) que permiten anticipar el monto del Global Complementario. Si el cálculo del pago provisorio mensual falla por exceso o por defecto en relación con el monto anual final, el contribuyente debe pagar el defecto, o el fisco devolver el exceso pagado.

##### Personas naturales o jurídicas que no tienen residencia, ni domicilio en Chile
Éstas se encuentran afectas al Impuesto Adicional, pero solo por las rentas de fuente chilena. Como es muy difícil que ellas vengan a Chile a pagar su propio impuesto, la ley contempla un sistema de retención, de manera que quien debe enterar el impuesto en arcas fiscales, es la persona que envía la remesa de dinero al extranjero. Un ejemplo de estos son los royalties o regalías, como por ejemplo derechos por usos de marcas y patentes, que debe pagar el contribuyente extranjero, pero que le son descontados a éste, y pagados en Chile, por la persona que debe pagar el correspondiente derecho.

### Impuesto a las ventas y servicios
Los impuestos a las ventas y servicios gravan el consumo de las personas. En Chile existe un impuesto genérico al consumo, cual es el IVA (Impuesto al Valor Agregado), más un ramillete de impuestos especiales sobre el consumo. La regulación legal básica está en el Decreto Ley 825, del año 1974.

#### Impuesto al Valor Agregado (IVA)
En general, el IVA grava el valor agregado al producto, y es un impuesto de traslación del impuesto. Es decir, es soportado por el consumidor final. Con finalidades de control, en Chile se cobra el impuesto a cada uno de los intermediarios, permitiendo a estos, cuando pueden recaudar IVA de otros (es decir, cuando no son el consumidor final), descontarse a sí mismos el IVA que ya les ha cobrado su propio vendedor. Esto construye un sistema muy eficiente de control, ya que los propios productores se controlan entre sí, porque el impuesto que uno debe enterar en arcas fiscales, es el que otro puede descontarse a sí mismo.
Por ejemplo, el productor de trigo lo vende para hacer harina, y cobra un IVA. Ese IVA cobrado, el productor de harina se lo descuenta a sí mismo del IVA que debe pagar cuando venda la harina, al productor de pan. A su vez, el productor de pan se descuenta el IVA que le ha cobrado el vendedor de harina, pagando el IVA por el consumidor final del pan. Así, cada uno de los productores se hace responsable sólo de la recaudación de su propio IVA, al tiempo que el consumidor final soporta el gravamen.
Esto se ve reflejado en la documentación necesaria para acreditar el impuesto. Cuando se vende a otro productor, debe hacerse mediante factura, haciendo constar el impuesto. Cuando se vende al consumidor final, basta una simple boleta.
El concepto de "venta" que maneja la ley tributaria chilena es sumamente amplio, definiendo esta como "toda convención independiente de la designación que le den las partes, que sirva para transferir a título oneroso el dominio de bienes corporales muebles o inmuebles (excluidos los terrenos) como, asimismo, todo acto o contrato que conduzca al mismo fin o que la presente ley equipare a venta" (DL 825, art. 2.º n.º 1). Existen ciertas hipótesis que doctrinariamente se conocen como "actos de las empresas", que también se asimilan a "venta", según el art. 8.º de la misma ley. También se aplica este impuesto a los servicios, tipificando estos de manera igualmente amplia.
El 1 de octubre de 2003, la tasa del Impuesto al Valor Agregado subió de 18 % a 19 % (circular 47, del 12 de septiembre del 2003).

#### Impuestos especiales al consumo
- Impuesto adicional. La primera venta de los bienes señalados en el art. 37 del DL 825 pagan un impuesto del 15%, además del IVA, salvo los artículos de pirotecnia, que pagan 50%.
- Impuesto a las bebidas alcohólicas, analcohólicas y similares. Pagan un impuesto adicional por sobre el IVA, con tasa diferenciada según el tipo de bebida que se trate.

### Otros impuestos en Chile
También existen el Impuesto Territorial, el Impuesto a las Asignaciones Hereditarias y Donaciones e Impuestos a Beneficio Municipal, tales como, los permisos de circulación y la denominada "patente municipal".
- Datos: Q6129966